# Winkelstützwand

Schnitt durch eine Winkelstützwand

Schnitt durch eine Winkelstützwand mit Zusatzsporn

Eine Winkelstützwand (gebräuchlich, aber fachlich nicht korrekt auch Winkelstützmauer) ist ein Bauwerk zur Stützung und Sicherung von Geländesprüngen, die – meist auf Grund von Platzmangel – nicht mit einer Böschung gesichert werden können.
Winkelstützwände werden aus Stahlbeton hergestellt. Dabei wird die Stützwand in der Regel auf der Baustelle in einer Schalung gegossen. Eine kleinere Variante sind L-Steine, die als Betonfertigteile vor allem im Garten- und Landschaftsbau Anwendung finden.

## Aufbau und Tragverhalten
Die einfachste Bauform einer Winkelstützwand ist in der Grafik rechts skizziert. Das Bauwerk besteht aus einer unten liegenden Fundamentplatte (auch Fundamentsporn genannt) und der eigentlichen Wand, welche auf der Luftseite meist senkrecht steht. Die Erdseite ist oft leicht geneigt (≈ 6:1 bis 12:1), sodass sich die Wanddicke zum Fußpunkt hin vergrößert.
Um spezielle Anforderungen zu erfüllen, kann die Bauform z. B. durch die Anbringung von weiteren, kleinen „Spornen“ an der Erdseite der Wand verändert werden. Hohe Belastungen können z. B. auch durch Aussteiffungsrippen zwischen Wand und erdseitigem Fundamentsporn besser abgetragen werden.
Alle Teile einer Winkelstützwand werden aus Stahlbeton hergestellt und sind biegesteif miteinander verbunden. Im Gegensatz zu einer Schwergewichtswand zeichnet sich eine Winkelstützwand durch ihr geringeres Eigengewicht aus. Da weniger Beton benötigt wird sinken auch die Materialkosten. Beim Stützen eines Geländesprungs oder einer Böschung wirkt das Bauwerk durch den auf den Fundamentsporn lastenden Boden aber dennoch wie ein Schwergewichtsmauer. Vorteilhaft ist auch die relativ große Aufstandsfläche des Fundamentsporns, wodurch Winkelstützwände auch auf weniger tragfähigem Baugrund errichtet werden können. Nachteilig ist die relativ große Baugrube und der damit verbundene große Aushub, der beim Errichten des Fundamentsporns anfällt.
Schon 1925 berichtete Emil Mörsch über seine Modelluntersuchungen von Winkelstützwänden mit Hilfe der Fotografie und seiner auf William John Macquorn Rankine basierenden grafischen Ermittlung des Erddrucks.
Die statischen Nachweise der Winkelstützwand umfasst:
- Die innere Tragfähigkeit der Konstruktion, das heißt die Wahl der Bauteildicken und die Betongüte sowie die Bemessung der Bewehrung.
- Die äußere Tragfähigkeit, das heißt den Nachweis der Bodenpressungen in der Aufstandsfuge, die Kippsicherheit und die Gleitsicherheit. Zur Erhöhung der Gleitsicherheit wird die untere Aufstandsfläche bei Bedarf oft schräge, nach hinten abfallend, ausgeführt.